# Kosmogonie

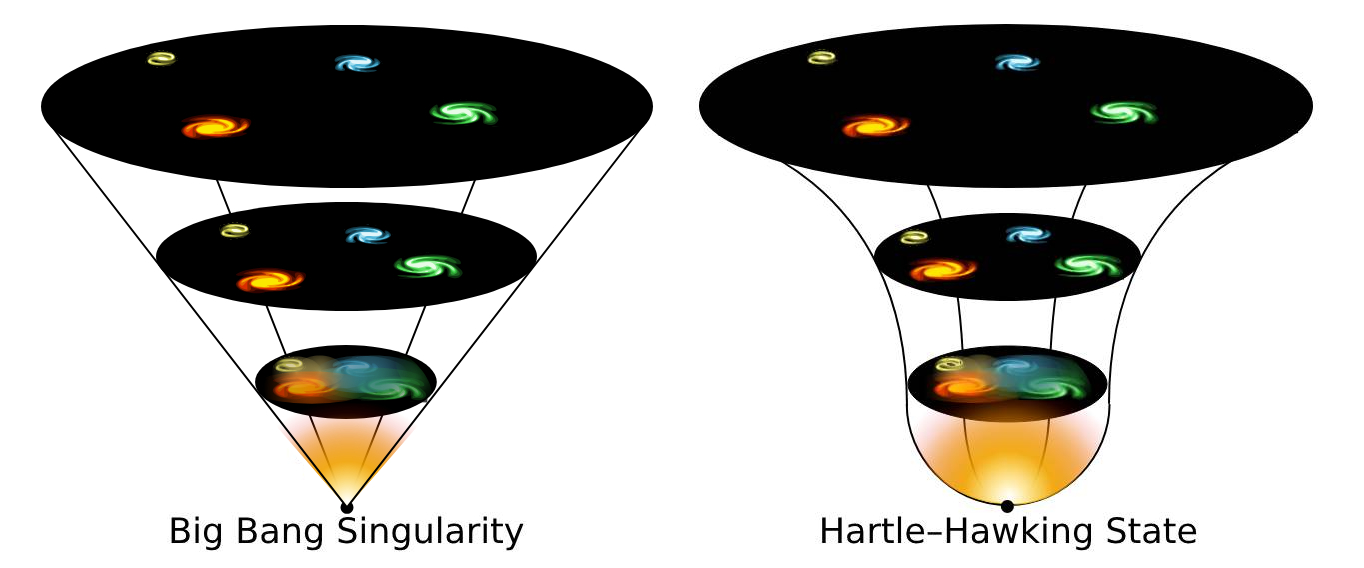
Porovnání vývinu vesmíru podle Big Bang diagramu (vlevo) a Hartle-Hawking diagramu (vpravo)

Kosmogonie (z řeckého κόσμος [kosmos] „pořádek, vesmír“ a γίγνομαι [gignomai] „rodím se“) je nauka o vzniku světa. U pravěkých a starověkých národů bývá součástí mytologie. Dnes je tímto termínem označována přírodní nauka zabývající se vědecky podloženými teoriemi vzniku nebeských těles, např. planet.